# Tommy Callaghan
Tommy Callaghan (Cowdenbeath, 6 dicembre 1945 – Glasgow, 25 ottobre 2024) è stato un calciatore scozzese, di ruolo centrocampista.

## Biografia
Suo fratello maggiore Willie è stato a sua volta un calciatore professionista (i due fratelli sono anche stati compagni di squadra nel Dunfermline). Suo padre William, gli zii materni Patrick Flanningan e David Flanningan, suo figlio Tommy, suo nipote Willie ed il suo pronipote Liam sono stati tutti a loro volta calciatori a livello quantomeno semiprofessionistico.

## Carriera
Esordì tra i professionisti nel 1962, all'età di 17 anni, con il Dunfermline, club della prima divisione scozzese. Con il club bianconero nell'arco di sei stagioni di permanenza mise a segno complessivamente 20 reti in 126 presenze nella prima divisione scozzese, partecipando al periodo di maggior successo della storia del club, con cui partecipò a tre edizioni (1964-1965, 1965-1966 e 1966-1967) della Coppa delle Fiere (per un totale di 12 presenze e 4 reti), giocò due finali e due semifinali di Coppa di Scozia (vincendo l'edizione 1967-1968 del torneo, che il Dunfermline in quella stagione vinse per la seconda volta nella sua storia) e conquistando due terzi posti nel campionato scozzese (piazzamenti mai raggiunti prima dal club nella sua storia). 
Nella stagione 1968-1969, in cui il Dunfermline raggiunse la semifinale di Coppa delle Coppe, Callaghan segnò una rete in 2 presenze in questo torneo per poi trasferirsi a stagione in corso al Celtic, club con cui poi giocò fino al termine della stagione 1975-1976 per un totale di 172 presenze e 14 reti nella prima divisione scozzese con gli Hoops, con cui in sette stagioni e mezzo conquistò in totale quindici trofei nazionali, giocando tra l'altro anche numerose partite nelle competizioni UEFA per club (in particolare, totalizzò complessivamente 23 presenze e 5 reti in Coppa dei Campioni e 5 presenze ed una rete in Coppa delle Coppe). 
Nell'estate del 1976 giocò poi per un breve periodo in prestito ai S.A. Thunder, con cui giocò 9 partite nella NASL. Tornò quindi in Scozia, al Clydebank, con cui tra il 1976 ed il 1978 mise a segno 2 reti in 30 presenze complessive nella prima divisione scozzese (categoria nella quale totalizzò complessivamente 328 presenze e 36 reti in carriera). Nell'estate del 1978, dopo la retrocessione in seconda divisione del Clydebank, si trasferì in Irlanda ai Galway Rovers, con cui lavorò per una stagione con il doppio ruolo di giocatore ed allenatore nella prima divisione irlandese, per poi ritirarsi.

## Palmarès

### Giocatore

#### Competizioni nazionali
- Campionato scozzese: 6

Celtic: 1968-1969, 1969-1970, 1970-1971, 1971-1972, 1972-1973, 1973-1974
- Coppa di Scozia: 6

Dunfermline: 1967-1968
Celtic: 1968-1969, 1970-1971, 1971-1972, 1973-1974, 1974-1975
- Coppa di Lega scozzese: 3

Celtic: 1968-1969, 1969-1970, 1974-1975
- Drybrough Cup: 1

Celtic: 1974

#### Competizioni regionali
- Glasgow Cup: 2

Celtic: 1969-1970, 1974-1975